# Bestia B'wana
Bestia B'wana (Michael Payson Maxwell) es un superhéroe que aparece en los cómics estadounidenses publicados por DC Comics.

## Historia de la publicación
Bestia B'wana apareció por primera vez en Showcase #66  (enero 1967) y fue creado por Bob Haney y Mike Sekowsky. No apareció otra vez hasta el número de DC Challenge, en qué él y Djuba se asociaron con Congo Bill. Su siguiente aparición, alrededor del mismo tiempo, fue en Crisis en Tierras Infinitas en 1985. Luego apareció en el Anual de Swamp Thing #3 en 1987. Después de eso apareció en Animal Man #1, 2, 3, 4, y 13 en 1988, posteriormente regresando como el Hombre Brillante en Animal Man #47–50.
También hace un aspecto en el lazo de historieta de la Liga de la justicia ilimitada en el número #29. Allí ayuda a Animal Man en derrotar a la Abeja Reina.

## Biografía del personaje
Después de graduarse de la universidad con los más altos honores, Michael Payson "Mike" Maxwell rechazó la oferta de su padre millonario de unirse al negocio familiar y, en cambio, decidió unirse a su compañero de cuarto de la universidad, Rupert Kenboya, en África y convertirse en guardabosques en las nuevas reservas de animales de la nación de Zambezi.
Cuando el avión privado que transportaba a Maxwell y Kenboya a Zambeze fue alcanzado por un rayo y se estrelló en la cima del monte Kilimanjaro, los dos hombres heridos se refugiaron en la caverna que albergaba a un simio rojo mutante. Mientras bebía agua de lluvia que había sido filtrada a través de las paredes cargadas de minerales de la caverna, Maxwell descubrió de repente que se estaba volviendo más grande, más fuerte y más feroz, y que podía someter al simio rojo atacante con facilidad.
Reconociendo a Maxwell como su maestro, el simio rojo recuperó un antiguo casco de estilo corintio de las profundidades de la cueva y lo colocó sobre la cabeza de Maxwell. A través del casco, Maxwell pudo leer la mente del simio y descubrió que su nombre era Djuba. También descubrió que el casco le permitía controlar las acciones de todos los demás animales. Al aceptar que estos nuevos poderes deben usarse por el bien de toda África, Maxwell creó la identidad de "Bestia B'wana" y se convirtió en el súper solucionador de problemas del Continente Oscuro.

### Animal Man
En el arco de la historia inicial de Animal Man, escrito por Grant Morrison, Bestia B'wana viaja a Estados Unidos para rescatar a Djuba, quien ha sido capturado por científicos e infectado con una forma experimental de ántrax. No logra salvar a Djuba y él mismo está infectado con la enfermedad, pero es curado por Animal Man, quien imita los poderes de Bestia B'wana para fusionar sus glóbulos blancos en formas capaces de combatir la enfermedad. En Animal Man #13 (julio de 1989), también escrito por Morrison, Maxwell decide retirarse y realiza una ceremonia para encontrar un sucesor. Le pasa el casco y el elixir a un sudafricano activista llamado Dominic Mndawe, quien asume el nombre Bestia de la Libertad.
Mike Maxwell regresa en Animal Man # 47 (mayo de 1992) escrito por Tom Veitch, después de un largo período de ausencia, en el que después de escuchar la llamada de la fuerza destructiva llamada Antagon, es corrompido y poseído, y transformado en el malvado Shining Man. Con su nueva identidad, Maxwell causó estragos en la Tierra hasta que murió en una pelea con Metaman.

### The New 52
En The New 52 (un reinicio de 2011 del universo de DC Comics), Bestia B'wana fue considerado como un posible nuevo miembro de la Liga de la Justicia Internacional por el jefe de inteligencia de las Naciones Unidas, Andre Briggs. Deciden que no es el candidato correcto para el equipo en ese momento y no lo invitan a unirse.

## Poderes y Habilidades
Bestia B'wana bebe un elixir que le otorga gran fuerza, velocidad, habilidades de caza y rastreo. También usa un casco antiguo que le permite comunicarse con los animales, y fusionar dos animales para formar una quimera. En su mayor parte, una vez que estos animales se fusionan, B'wana puede adquirir su ayuda en situaciones de necesidad. No se sabe si esto se debe a su capacidad para comunicarse con ellos o a un instinto de su parte.

## En otros medios

### Televisión
- Bestia B'wana era entre los caracteres para ser presentados en una DC historieta de Cómics la hora producida por Filmation.[12]
- Bestia B'wana aparece en Liga de la Justicia Ilimitada, con la voz de Peter Onorati.[13] Esta versión es un miembro de la Liga de la Justicia que tiene un marcado acento neoyorquino, muestra una personalidad obrera a juego y posee una agilidad animal y la capacidad de comunicarse con los animales. Además, según el comentario del DVD para el episodio "Esta Cerdita", un gruñido seductor que Bestia B'wana le dirige a Zatanna en realidad fue proporcionado por el productor / diseñador de personajes James Tucker, ya que Onorati no pudo hacerlo. Es reclutado por Batman por sus superiores habilidades de búsqueda para encontrar a la Mujer Maravilla, quién había sido transformado en una cerda por la hechicera Circe. En esta encarnación, B'wana fue presentado con un agudo acento Neoyorkino y sus habilidades fueron presentadas como hazañas animales de agilidad y la capacidad de comunicarse con animales. Bestia B'wana aparece en el episodio "Pánico en el Cielo", en qué batalla contra los invasores de la Atalaya.

- Bestia B'wana aparece en Batman: The Brave and the Bold con la voz de Kevin Michael Richardson.[13] Esta versión era un luchador estadounidense en África con baja autoestima que perdió un combate de lucha libre local ante el simio enmascarado, Djuba. Más tarde, después de lavarse la cara con agua contaminada por desechos radiactivos, desarrolla poderes y gana una revancha contra Djuba, ganando su máscara y título. En "Enter the Outsiders!", ayuda a Batman en su pelea con Black Manta. En el episodio "¡Gorillas in Our Midst!", Bestia B'wana ayuda a Vixen a evitar que Killer Moth y sus secuaces roben un vehículo blindado mientras Batman no estaba. Vixen luego le pide a Bestia B'wana que se case con ella. En el episodio de dos partes "¡El asedio de Starro!", Bestia B'wana ayuda a Batman, Booster Gold, Firestorm y Captain Marvel a detener al Faceless Hunter y Starro, pero el primero lo captura y usa sus poderes para fusionar los parásitos Starro en un monstruo gigante. Mientras Batman derrota al Faceless Hunter, Bestia B'wana se sacrifica para destruir a Starro, después de lo cual los héroes restantes de la Tierra erige una estatua para él en su memoria. En el final de la serie "Mitefall!", Bestia B'wana asiste a la fiesta de clausura de la serie, donde se reúne con Vixen.
  - Además, una encarnación del universo alternativo sin nombre de Bestia B'wana aparece en un flashback en el episodio "Deep Cover for Batman". como miembro del Sindicato de la Injusticia.
- Bestia B'wana aparece en Teen Titans Go! en el episodio "Estás Despedido!". Es visto entre los héroes para ser la sustitución de Chico Bestia. Es la segunda persona en la audición y es inmediatamente ridiculizado por Cyborg. Demostrando sus poderes, fusiona la mascota de Starfire, Silkie con un conejo. Horrorizado con los resultados, los Titanes inmediatamente lo rechazan.
- Una variación de Bestia B'wana aparece en el episodio "Freakshow" de Legends of Tomorrow, interpretado por Jason William Day.[14] Esta versión es un hombre fuerte anónimo que trabaja para el circo ambulante de P. T. Barnum.

### Cine
Bestia B'wana hace un cameo en Teen Titans Go! to the Movies.

### Varios
Bestia B'wana aparece en el número 29 de la serie de cómics vinculados a Justice League Unlimited.

### Juguetes
- Cuatro figuras de acción Bestia B'wana han sido producidas por Mattel. La primera en la línea de la Liga de la justicia ilimitada de la compañía, en un paquete de seis figuras junto con Zorro Carmesí, Superman, Deadman, Acero de Comandante, y Vibe.
- Dos figuras de su aspecto en la serie de televisión Batman: El Valiente han sido producidas, una en la escala de cinco pulgadas y otra en un paquete doble con Batman como parte de la serie más pequeña Liga de Acción.
- Una figura a escala de seis pulgadas DC Universo Classics fue lanzada como parte del paquete doble (exclusivo de internet en Mattycollector.com), "Justicia en la Jungla" junto con Hombre Animal en diciembre de 2009.